# Дромор (город)

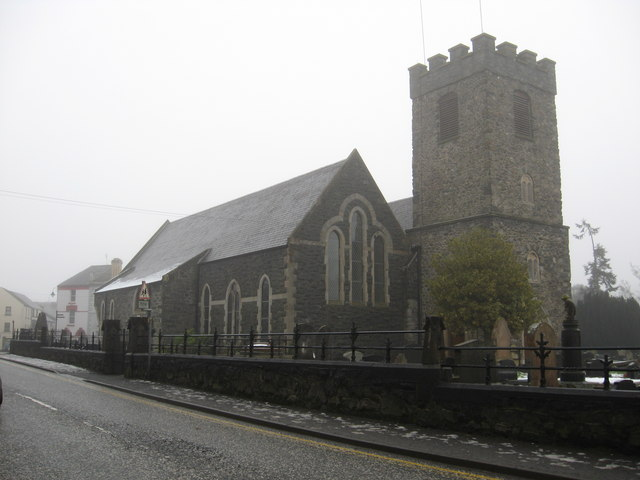
Дроморский собор

Дромо́р (англ. Dromore, ирл. Droim Mór) — малый город в районе Банбридж, находящийся в графстве Даун Северной Ирландии.

## Демография
Дромор определяется Northern Ireland Statistics and Research Agency (NISRA) как малый таун (то есть как город с населением от 4500 до 10 000 человек).